# Chemin de fer du lac Bloom
Le chemin de fer du lac Bloom (anglais : Bloom Lake Railway) (WLRS, anciennement BLRC) est un chemin de fer canadien secondaire privé d'une longueur totale de 33,4 kilomètres, exploité dans les provinces de Terre-Neuve-et-Labrador et du Québec.

## Parcours
Le chemin de fer du lac Bloom est situé au Labrador, excepté la boucle de retournement de la mine du lac Bloom située au Québec.
Le chemin de fer est relié au chemin de fer de la Côte-Nord et du Labrador (anglais : Quebec North Shore and Labrador ou QNS&L), où il s'embranche au sud du lac Wabush. La ligne est commune à la ligne du chemin de fer du lac Wabush (construite en 1963) sur une longueur de 1,9 km.
La voie d'évitement ferroviaire consiste en une section de ligne mesurant environ 0,780 km de l'extrémité de l'échangeur de la ligne de chemin de fer du lac Bloom à sa jonction avec la ligne de chemin de fer du lac Wabush détenue par Northern Land Company Limited (filiale de Tacora Resources Inc. depuis le 18 juillet 2017).
En partant de la jonction avec le chemin de fer de la Côte-Nord et du Labrador, la ligne de chemin de fer du lac Wabush se dirige vers le sud où elle croise la route 500 ou Translabradorienne, puis longe la rive orientale du Petit lac Wabush derrière la zone d'activités de Wabush. Peu après le pont sur l'émissaire du lac Jean, le chemin de fer du lac Bloom (construit en 2010 sur une longueur de 31,5 km) se sépare du chemin de fer du lac Wabush à l'entrée des installations des mines de Wabush. Le chemin de fer du lac Bloom remonte vers le nord en passant à l'est de l'ancien lac Hay comblé dans les années 2010, il passe entre la fosse est orientale (inondée depuis la fermeture des mines de Wabush en 2014) au sud et le Petit lac Wabush (527 mètres d'altitude) au nord, remonte vers l'ouest le long du lac Harrie, puis traverse l'émissaire du lac Long alimenté par la rivière Walsh venue du nord-ouest et se jetant dans le lac Long (535 mètres d'altitude).
Le chemin de fer se poursuit vers l'ouest, croise à nouveau la route 500 allant à Fermont, passe au-dessus de la rivière Ironstone (affluent principal de la rivière Walsh) puis de la rivière Walsh. Le chemin de fer se dirige ensuite vers le sud-ouest au niveau du lac Virot en passant au-dessus de l'émissaire du lac Huguette et en passant à l'ouest du lac. Le chemin de fer se dirige ensuite vers l'ouest, traverse la frontière entre le Québec et Terre-Neuve-et-Labrador et se termine par une boucle de retournement construite autour des installations de chargement situées à l'extrémité orientale de la mine du lac Bloom au Québec.
Un convoyeur d'environ 750 mètres a été construit pour remplacer le rail de l'usine du côté québécois à la zone de chargement du Labrador. Le convoyeur est entièrement situé du côté québécois de la frontière et est distinct du chemin de fer. Le convoyeur et les installations de chargement sont alimentés par une ligne électrique partant du côté du Québec et se terminant à l'aire de chargement du Labrador. La connexion ferroviaire, le convoyeur et les installations de chargement sont nécessaires pour livrer le concentré de minerai de fer au port de Sept-Îles par le chemin de fer de la Côte-Nord et du Labrador et le chemin de fer Arnaud en vue de son transbordement par navire aux clients nationaux et étrangers.
Le site minier du lac Bloom est situé à 52°50’30” de latitude nord et à 67°17’ de longitude ouest dans la province de Québec. Les municipalités de Wabush et de Labrador City sont situées à 30 km à l'ouest de la propriété.
Le terrain traversé par la ligne de chemin de fer proposée est constitué de terres basses, de forêts boréales, de muskeg et de plusieurs lacs. À partir d'une altitude de 700 m aux installations de déchargement près de la frontière entre le Québec et le Labrador, la ligne descend jusqu'à 540 m à la jonction de Wabush. Le chemin de fer compte quatre ponts à portée libre, une structure qui traverse complètement un cours d'eau sans modifier le lit ou la berge du cours d'eau. 
La construction du chemin de fer a eu des répercussions sur un espace naturel alors encore vierge, même si le tracé a été optimisé afin de minimiser l'impact environnemental
.

## Histoire

### Construction du chemin de fer entre 2005 et 2009
Le développement de la ligne de chemin de fer du lac Bloom s'est fait en plusieurs étapes : la recherche de preuves documentaires relatives aux parcelles d'intérêt et aux parcelles voisines, enquêtes exhaustives sur le terrain pour la preuve de toutes les limites, calculs préalables des limites de la voie ferrée, processus d'approbation provisoire, processus de bornage sur le terrain, rédaction des plans juridiques, préparation de la description, soumission, révisions et soumission finale. Le chemin de fer est lié aux baux de loisirs, aux concessions, aux permis d’exploitation minière et de carrière, ainsi qu'à la frontière politiquement sensible du Québec et du Labrador. 
L'étude exploratoire pour le projet de minerai de fer du lac Bloom fut menée le 21 octobre 2005. La première étude de faisabilité pour le projet du lac Bloom à 5 millions de tonnes de concentré de minerai de fer fut menée le 4 avril 2006. La seconde étude de faisabilité pour le projet du lac Bloom à 7 millions de tonnes de concentré de minerai de fer fut menée le 11 avril 2007.
Le chemin de fer était prévu pour être exploité toute l'année, avec une durée de vie de la mine du lac Bloom supérieure à 34 ans. Avec un taux de production de 7 millions de tonnes par an de concentré de minerai de fer, la fréquence des trains serait en moyenne de trois par jour dans chaque direction (80 wagons par train, 90 tonnes de concentré par wagon vers Wabush et vides au retour vers la mines du lac Bloom). En cas d'augmentation de la production, la fréquence des trains pouvait être accrue proportionnellement.
Le coût total du projet a été d'environ 80 millions de dollars canadiens (convoyeur côté Québec compris). Le projet devait commencer en juin 2009 ou immédiatement après l'approbation du ministre. La date provisoire pour le début de la construction était le 16 juin 2008 et devrait s'achever mi-2009. La construction employa 250 travailleurs temporaires avec un camp de base près du lac Harrie.

### Ouverture puis fermeture de la mine du lac Bloom
En 2010, Consolidated Thompson Iron Mines Limited ouvrit la mine du lac Bloom, à Fermont au Québec juste à l'ouest de Labrador City, ainsi que le chemin de fer du lac Bloom afin d'acheminer le minerai de fer de la mine à une connexion avec le chemin de fer du lac Wabush. Le chemin de fer du lac Wabush a commencé à jouer le rôle d'intermédiaire en prenant les trains du lac Bloom et en les transportant à la jonction de Wabush (anglais : Wabush Junction) pour que le QNS&L les achemine jusqu'au chemin de fer Arnaud pour le quai de chargement de Pointe-Noire.
Genesee & Wyoming Inc. annonça le 16 février 2010 la conclusion d'un contrat de long terme entre sa nouvelle filiale Western Labrador Rail Services (WLRS) et Bloom Lake Railway Company (BLRC) filiale de Consolidated Thompson Iron Mines Limited, afin que WLRS fournisse des services de transport ferroviaire à BLRC. WLRS devait transporter des trains de minerai de fer sur le chemin de fer de 31 km récemment construit par BLRC, depuis la mine du lac Bloom jusqu'à Wabush. Le minerai de fer devait ensuite transiter par deux chemins de fer privés vers les installations portuaires de Consolidated Thompson Iron Mines Limited à Pointe-Noire, pour être exporté principalement vers les marchés asiatiques. En 2011, Genesee & Wyoming a commencé le contrôle des opérations pour le compte de ses propriétaires sous le nom de Western Labrador Rail Services (WLRS). La nouvelle opération englobait le chemin de fer Arnaud, le chemin de fer du lac Bloom et le chemin de fer du lac Wabush.
Le chemin de fer du lac Bloom acheminait le concentré de minerai extrait de la mine du lac Bloom jusqu'au chemin de fer du lac Wabush, puis pris en charge sur le chemin de fer de la Côte-Nord et du Labrador jusqu'au chemin de fer Arnaud pour être acheminé au port d'embarquement de Pointe-Noire à Sept-Îles. Au total, 740 wagons ont été achetés pour la ligne.
La production de la mine Scully à Wabush était transformée en boulette de fer depuis 1965, celle de la mine du lac Bloom restait à l’état de concentré.
Consolidated Thompson fut racheté par Cliffs Natural Resources en avril 2011.
Bloom Lake Railway Company Limited, propriétaire du chemin de fer du lac Bloom, devint une filiale de Cliffs Natural Resources Inc..
Cliffs Natural Resources (français : Cliffs ressources naturelles) a acquis la mine du lac Bloom au coût de 4,9 milliards de dollars en 2011, pour ensuite l'exploiter durant trois ans. La mine employa 500 travailleurs de 2011 à 2014.
En novembre 2014, Cliffs Natural Resources amorça le processus de fermeture de la mine du lac Bloom, avec une expédition des derniers chargements à la mi-décembre 2014.
Le 20 mai 2015, les sociétés Wabush Iron Co. Limited, Wabush Resources Inc., Wabush Mines, Arnaud Railway Company, Wabush Lake Railway Company, Limited ont demandé à la Cour supérieure du Québec, chambre commerciale, et obtenu une ordonnance en application de la Loi sur les arrangements avec les créanciers des compagnies (LACC).

### Redémarrage de la mine du lac Bloom par Champion Iron
Le 11 avril 2016, la société canadienne Champion Iron Limited devint officiellement propriétaire des installations de la mine du lac Bloom, acquises auprès de Cliffs Natural Resources au coût de 10,5 millions de dollars. Champion Iron est une entreprise d’exploration et de développement du minerai de fer pilotant plusieurs projets d'envergure dans le sud de la fosse du Labrador, la plus importante région de production de minerai de fer au Canada. Champion Iron, par l'entremise de sa filiale en propriété exclusive Champion Iron Mines Limited, s'emploie à développer 8 projets riches en fer dans une zone de 707 km2.
La propriété est située à environ 13 km au nord de Fermont dans la province de Québec et à 10 km au nord de l'exploitation minière de minerai de fer du Mont-Wright d'ArcelorMittal Exploitation minière Canada. Les réserves de la mines étaient estimées à 411,7 millions de tonnes, à une teneur moyenne de 30,0 % de fer, pour une production moyenne annuelle de 7,4 millions de tonnes de concentré de fer à 66,2 % sur les 21 ans de vie anticipés de la mine.
Les installations de la mine du Lac Bloom comprennent également le chemin de fer du lac Bloom, qui permet d’acheminer le concentré de fer d’une qualité exceptionnelle jusqu’à un port de chargement localisé à Sept-Îles au Québec.
Une étude de faisabilité publiée en février 2017 démontrait que la reprise des activités d’extraction au lac Bloom était viable financièrement et compétitive sur les marchés mondiaux du minerai de fer, avec le potentiel de devenir l’une des principales mines de fer de longue durée de la région du Nord-du-Québec.
En mars 2017, la mine du lac Bloom, sur le point de reprendre ses activités minières, nécessitait l'acquisition d'un parc de wagons capables de transporter le minerai de fer au port de Sept-Îles. Société de voitures de chemin de fer du lac Bloom Inc., une filiale à part entière de Champion Iron, acquit 735 wagons spécialisés pour le minerai de fer auprès de Canadian Iron Ore Railcar Leasing LP, pour 30,1 millions de dollars américains. La flotte était opérationnelle et prête à être déployée.
Champion Iron est devenu en avril 2017 l'un des premiers partenaires de la Société ferroviaire et portuaire de Pointe-Noire, la société en commandite formée par la Société du Plan Nord avec l'achat par l'État québécois des actifs stratégiques de Cliffs à Sept-Îles. La société minière est parvenue en mai 2017 à réunir les sommes nécessaires à la réalisation de travaux de mise à niveau de son site prévus à l'été 2017, avec le recrutement de 400 travailleurs.
Sojitz Corporation, une importante maison de commerce japonaise établie à Tokyo, s'est engagée à acheter 3 millions de tonnes de fer par année, soit 40 % de la production. La multinationale Glencore s'est quant à elle engagée à acheter le reste de la production.
Minerai de fer Québec (anglais : Quebec Iron Ore Inc.) est une copropriété de Champion Iron et du gouvernement du Québec, qui détient 36,8 % des actions. Les dépenses d'investissements totales se chiffrent à 326,8 millions de dollars, incluant une mise à niveau des infrastructures de la mine d'une valeur de 157,2 millions de dollars.
En novembre 2017, Minerai de fer Québec annonça la relance de la production de fer de la mine du lac Bloom, près de Fermont. Le redémarrage de la mine représentait 450 emplois directs selon le gouvernement du Québec. Près de 250 travailleurs avaient déjà été embauchés afin de préparer le site. Le ministre de l'Énergie et des Ressources naturelles, Pierre Moreau, estimait que le site de la mine du lac Bloom revêt une importance stratégique pour l'économie du Québec, faisant partie des initiatives qui contribueront de façon significative à la réussite du Plan Nord.
Un investissement additionnel de 26,2 millions de dollars du gouvernement du Québec permit à Champion Iron de relancer les activités de la mine. Le gouvernement avait déjà investi 25,2 millions de dollars pour soutenir les travaux de relance au courant des dernières années. La reprise des activités était prévue pour mars 2018.
Minerai de fer Québec compléta alors le montage financier de 350 millions de dollars, qui bénéficiait d'un engagement de 51 millions de dollars de l'État québécois ainsi que d'un prêt de 100 millions $ US de la Caisse de dépôt et placement du Québec.
Le redémarrage officiel de la mine du lac Bloom eut lieu en février 2018, ainsi que l'expédition du premier train de minerai de fer extrait de la mine à destination de Sept-Îles. 
Minerai de fer Québec expédia son premier million de tonnes de concentré de fer à 66 % en mai 2018, en avance sur les prévisions. La pleine capacité de la mine était prévue en juin 2018.
La mine du lac Bloom réalisa une production de 1 542 859 tonnes de concentré de minerai de fer d'avril à juin 2018 et 2 166 192 tonnes depuis le redémarrage de la mine en novembre 2017.
La compagnie Minerai de fer Québec dégagea un profit de 88 millions de dollars sur des ventes de 325 millions pour ses 6 premiers mois d'activité au lac Bloom. Ce fer à 66 % de pureté est en grande demande en Chine. Une étude de faisabilité pour doubler la production à 15 millions de tonnes annuelles fut lancée. Le projet, interrompu par Cliffs en 2014, pourrait être relancé en 2019, avec la création de 500 emplois pour la phase de construction et 200 autres lors de la mise en service de l'usine en 2021.